# Nina Blazon
Nina Blazon (* 1969 in Koper/Slowenien) ist eine deutsche Journalistin und Jugendbuchautorin.

## Leben
Nina Blazon verbrachte die Kindheit und ihre Jugendzeit in Bayern. Nach dem Studium der Fächer Germanistik und Slawistik an der Universität Würzburg unterrichtete sie als Lehrbeauftragte an den Universitäten Tübingen und Saarbrücken und arbeitete unter anderem für die Cuxhavener Nachrichten und weitere Tageszeitungen sowie als Werbetexterin.
Seit 2003 veröffentlicht sie Fantasyromane, überwiegend für Kinder und Jugendliche. Für Im Bann des Fluchträgers, den ersten Teil der Woran-Saga, erhielt sie 2003 den Wolfgang-Hohlbein-Preis. Ihre Romane wurden in mehr als ein Dutzend Sprachen übersetzt.
Auf ihrer Homepage befasst sie sich außerdem mit anderen Geschichten und Schriftstellern (u. a. Wolfgang Hohlbein), die sie vorstellt, indem sie ihnen Fünf Fragen stellt.
Nina Blazon lebt mit ihrer Familie in Baden-Württemberg.

## Bibliographie

### Fantasy
- Die Rückkehr der Zehnten. cbj, München 2007, ISBN 978-3-570-30319-1.
- Die Magier der Winde. cbt, München 2010, ISBN 978-3-570-30566-9.
- Zweilicht. cbt, München 2013, ISBN 978-3-570-30869-1.
- Laqua – Der Fluch der schwarzen Gondel. Neuausgabe, cbt, München 2019, ISBN 978-3-570-31259-9.
- Die verbotene Pforte., Ravensburger, Ravensburg 2013, ISBN 978-3-473-40086-7.
- Lillesang – Das Geheimnis der dunklen Nixe. cbt, München 2016, ISBN 978-3-570-31071-7.
- Fayra – Das Herz der Phönixtochter. cbt, München 2017, ISBN 978-3-570-16493-8.
- Silfur – Die Nacht der silbernen Augen. cbt, München 2018, ISBN 978-3-570-31216-2.

#### Woran-Saga
- Teil 1: Im Bann des Fluchträgers. Ueberreuter, Berlin 2003, ISBN 3-8000-5061-7.
- Teil 2: Im Labyrinth der alten Könige. Ueberreuter, Berlin 2004, ISBN 3-8000-5107-9.
- Teil 3: Im Reich des Glasvolks. Ueberreuter Berlin 2006, ISBN 3-8000-5215-6.

#### Faunblutwelt
- Teil 1: Faunblut. cbt, München 2013, ISBN 978-3-570-30847-9.
- Teil 2: Ascheherz. cbt, München 2012, ISBN 978-3-570-30823-3.
- Teil 3: Der dunkle Kuss der Sterne. cbt, München 2015, ISBN 978-3-570-31036-6.
- Teil 4: Winter der schwarzen Rosen. cbt, München 2017, ISBN 978-3-570-31177-6.
- Teil 5: Rabenherz und Eismund. cbj, München 2019, ISBN 978-3-570-16365-8.

### History
- Der Kuss der Russalka. cbj, München 2007, ISBN 978-3-570-30344-3.
- Der Maskenmörder von London. Sauerländer, Düsseldorf 2007, ISBN 978-3-7941-7050-0.
- Der Spiegel der Königin. Ravensburger, Ravensburg 2007, ISBN 978-3-473-58265-5.
- Katharina. Ravensburger, Ravensburg 2008, ISBN 978-3-473-58274-7.
- Das Amulett des Dschingis Khan. Ravensburger, Ravensburg 2010, ISBN 978-3-473-58350-8.
- Die Königsmalerin. Ravensburger, Ravensburg 2010, ISBN 978-3-473-58298-3.
- Wolfszeit. Ravensburger, Ravensburg 2013, ISBN 978-3-473-58443-7.
- Totenbraut. Jubiläums-Ausgabe, Ravensburger, Ravensburg 2013, ISBN 978-3-473-54391-5.
- Feuerrot. Ravensburger, Ravensburg 2016, ISBN 978-3-473-40133-8.

### Krimi
- Der Bund der Wölfe. Carlsen, Hamburg 2008, ISBN 978-3-551-37592-6.
- Schattenauge. ungek. Jub.-Ausg., Ravensburger, Ravensburg 2013, ISBN 978-3-473-54417-2.

### Kinder- und Jugendbücher
- Der Drache aus dem blauen Ei. Ravensburger, Ravensburg 2012, ISBN 978-3-473-36847-1.
- Polinas Geheimnis. Ravensburger, Ravensburg 2013, ISBN 978-3-473-52491-4.
- Ein Baum für Tomti. Carlsen, Hamburg 2019, ISBN 978-3-551-65018-4.
- Ein Fuchs für Tomti. Carlsen Hamburg 2022, ISBN 978-3-551-65029-0.

#### Die Taverne am Rande der Welten
- Teil 1: Reise nach Yndalamor. Ravensburger, Ravensburg 2007, ISBN 3-473-52317-8.
- Teil 2: Im Land der Tajumeeren. Ravensburger, Ravensburg 2007, ISBN 3-473-52328-3.
- Teil 3: Das Königreich der Kitsune. Ravensburger, Ravensburg 2008, ISBN 3-473-52349-6.

#### Kiesel, die Elfe
- Kiesel, die Elfe – Sommerfest im Veilchental. cbj, München 2019, ISBN 978-3-570-17610-8.
- Kiesel, die Elfe – Libellenreiten für Anfänger. cbj, München 2019, ISBN 978-3-570-17684-9.
- Kiesel, die Elfe – die wilden Vier vom Drachenmeer. cbj, München 2020, ISBN 978-3-570-17710-5.
- Kiesel, die Elfe – das Geheimnis der bunten Berge. cbj, München 2020, ISBN 978-3-570-17756-3.

### Belletristik für Erwachsene
- Liebten wir. Ullstein, Berlin 2015, ISBN 978-3-548-28577-1.
- Das Wörterbuch des Windes. Ullstein, Berlin 2020, ISBN 978-3-86493-147-5.
- Ich träumte von einer Bestie. HarperCollins, Hamburg 2023, ISBN 978-3-36500-300-8.

### In Anthologien
- Katzensommerland, in: Das Grauen kam an Heiligabend. Hrsg.: Iris Praël, Sauerländer, Düsseldorf 2005, ISBN 978-3-7941-7038-8.
- Das Fest, in: Wolfgang Hohlbeins Fantastische Weihnachten. Hrsg.: Wolfgang Hohlbein, Überreuter, Wien 2006, ISBN 978-3-8000-5227-1.
- Die Tombola, in: Flammenflügel. Hrsg.: Wolfgang Hohlbein, cbj, München 2007, ISBN 978-3-570-13340-8.
- Feuerherz, in: Fantastische Kreaturen. Hrsg.: Wolfgang Hohlbein, Überreuter, Wien 2009, ISBN 978-3-8000-5483-1.
- Kuckucksmensch, in: Zuhause ist, wo ich glücklich bin. Hrsg.: Petra Deistler-Kaufmann, Carlsen, Hamburg 2011, ISBN 978-3-551-35994-0.
- Tom Jofnurs Lied, in: Stille Nacht: Magische Liebesgeschichten. Hrsg.: Tanja Heitmann, Rowohlt Taschenbuch, Reinbek bei Hamburg 2011, ISBN 978-3-499-21626-8.
- Das Fest, in: Hinter Dornenhecken und Zauberspiegeln. Hrsg.: Christian Handel, Drachenmond, Leverkusen 2016, ISBN 978-3-95991-181-8.
- Schneefieber, in: In Hexenwäldern und Feentürmen. Hrsg.: Christian Handel, Drachenmond, Leverkusen 2017, ISBN 978-3-95991-266-2.
- Bringseltag, in: Mit 24 Geschichten durch die Weihnachtszeit. Hrsg.: Kristin Overmeier, Boje, Köln 2017, ISBN 978-3-414-82495-0.
- Das Auge des Hähers, in: Von Fuchsgeistern und Wunderlampen. Hrsg.: Christian Handel, Drachenmond, Hürth 2018, ISBN 978-3-95991-800-8.
- Siebengeschichten, Aladin, Hamburg 2018, ISBN 978-3-8489-2113-3.
- Tom Jofnurs Lied, in: Von Flusshexen und Meerjungfrauen. Hrsg.: Christian Handel, Drachenmond, Hürth 2020, ISBN 978-3-95991-555-7.
- Drei Kätzchen für Gattarina, in: So schön ist die Welt. Hrsg.: Anna Taube, Penguin Junior, München 2021, ISBN 978-3-328-30016-8.

## Hörbücher
- Der Spiegel der Königin gelesen von Juliane Korén, Jumbo Neue Medien & Verlag 2006, ISBN 978-3-8337-1671-3.
- Katharina gelesen von Juliane Korén, Hans Löw, Jana Schulz, Jumbo Neue Medien & Verlag 2007, ISBN 978-3-8337-1810-6.
- Das Amulett des Dschingis Khan gelesen von Torsten Michaelis, Patmos audio 2008, ISBN 978-3-491-24154-1.
- Der Bund der Wölfe gelesen von Simon Jäger, Patmos audio 2009, ISBN 978-3-491-24171-8.
- Faunblut gelesen von Nina Petri, Silberfisch 2009, ISBN 978-3-86742-661-9.
- Totenbraut gelesen von Nina Petri, Silberfisch 2009, ISBN 978-3-86742-669-5.
- Schattenauge gelesen von Nina Petri und Simon Jäger, Silberfisch 2010, ISBN 978-3-86742-678-7.
- Polinas Geheimnis gelesen von Katharina Thalbach, Der Audio Verlag (DAV), Berlin, 2010, ISBN 978-3-89813-980-9 (Lesung, 2 CDs, 116 Min.)
- Die Königsmalerin gelesen von Nina Petri, Osterwoldaudio 2010, ISBN 978-3-86952-025-4.
- Ascheherz gelesen von Nina Petri, Silberfisch 2011, ISBN 978-3-86742-686-2.
- Zweilicht gelesen von Nina Petri, Silberfisch 2011, ISBN 978-3-86742-692-3.
- Wolfszeit gelesen von Simon Jäger, Silberfisch 2012, ISBN 978-3-86742-695-4.
- Der Drache aus dem blauen Ei gelesen von Katharina Thalbach, Silberfisch 2012, ISBN 978-3-86742-698-5.
- Kiesel, die Elfe – Sommerfest im Veilchental gelesen von Sascha Icks, cbj audio 2019, ISBN 978-3-837-14600-4.

## Preise
- 2016: SERAPH in der Kategorie Bester phantastischer Roman für Der Winter der schwarzen Rosen
- 2013: Kalbacher Klapperschlange für Laqua – Der Fluch der schwarzen Gondel
- 2012: Kröte des Monats Juli und August für Wolfszeit
- 2004: Deutscher Phantastik-Preis für Im Bann des Fluchträgers (Kategorie: Roman-Debüt, deutschsprachig)
- 2004: 1. Platz für die Geschichte Donaukinder beim Literaturwettbewerb der Wiener Zeitschrift „die melange“, Thema: Alles im Fluss
- 2003: Wolfgang Hohlbein Preis für Im Bann des Fluchträgers